# Club Baloncesto Lucentum Alicante 2010-2011
Questa voce raccoglie le informazioni riguardanti il Club Baloncesto Lucentum Alicante nelle competizioni ufficiali della stagione 2010-2011.

## Stagione
La stagione 2010-2011 del Club Baloncesto Lucentum Alicante è l'8ª nel massimo campionato spagnolo di pallacanestro, la Liga ACB.

## Roster
Aggiornato al 3 agosto 2021.
| Meridiano Alicante 2010-11 | Meridiano Alicante 2010-11 |
| Giocatori                  | Staff tecnico              |
| -------------------------- | -------------------------- |

| N. | Naz.                                     | Ruolo | Nome                     | Anno | Alt.   | Peso   |  |
| -- | ---------------------------------------- | ----- | ------------------------ | ---- | ------ | ------ |  |
| 00 | Senegal (bandiera)                       | C     | Pape Sow                 | 1981 | 208 cm | 113 kg |  |
| 4  | Francia (bandiera)                       | P     | Thomas Heurtel           | 1989 | 189 cm | 86 kg  |  |
| 5  | Spagna (bandiera)                        | G     | Carlos Cazorla           | 1977 | 197 cm | 95 kg  |  |
| 6  | Argentina (bandiera) · Italia (bandiera) | P     | Matías Ibarra            | 1981 | 184 cm | 78 kg  |  |
| 7  | Spagna (bandiera)                        | AG    | David Guardia            | 1990 | 198 cm |        |  |
| 8  | Spagna (bandiera)                        | AG    | Guillermo Rejón (C)      | 1976 | 206 cm | 104 kg |  |
| 9  | Spagna (bandiera)                        | P     | Pedro Llompart           | 1982 | 185 cm | 84 kg  |  |
| 11 | Lituania (bandiera)                      | C     | Martynas Andriuškevičius | 1986 | 218 cm | 113 kg |  |
| 14 | Spagna (bandiera)                        | C     | Iñaki de Miguel          | 1973 | 205 cm | 100 kg |  |
| 15 | Stati Uniti (bandiera)                   | AG    | Justin Doellman          | 1985 | 206 cm | 95 kg  |  |
| 19 | Germania (bandiera) · Croazia (bandiera) | AP    | Mario Stojić             | 1980 | 198 cm | 98 kg  |  |
| 21 | Spagna (bandiera)                        | G     | Álex Urtasun             | 1984 | 194 cm | 90 kg  |  |
| 22 | Slovacchia (bandiera)                    | AC    | Martin Rančík            | 1978 | 205 cm | 100 kg |  |
| 24 | Argentina (bandiera) · Italia (bandiera) | A     | Áxel Weigand             | 1985 | 200 cm |        |  |
| 41 | Stati Uniti (bandiera)                   | G     | Kenny Hasbrouck          | 1986 | 191 cm | 88 kg  |  |
| 44 | Serbia (bandiera)                        | P     | Bojan Popović            | 1983 | 191 cm | 86 kg  |  |
| 55 | Turchia (bandiera)                       | G     | Serkan Erdoğan           | 1978 | 190 cm | 84 kg  |  |

| Allenatore                                                                |
| - Óscar Quintana (fino al 22 novembre) - Txus Vidorreta (dal 23 novembre) |
| Assistente/i                                                              |
| - Diego Tobalina Legenda - (C) Capitano - (IN) Inattivo - Infortunato     |

## Mercato

### Sessione estiva
| Acquisti | Acquisti        | Acquisti           | Acquisti   | Acquisti |
| R.a      | Nome            | da                 | Modalità   |          |
| -------- | --------------- | ------------------ | ---------- | -------- |
| P        | Thomas Heurtel  | Strasburgo         | definitivo |          |
| AG       | Justin Doellman | Orléans Loiret     | definitivo |          |
| G        | Álex Urtasun    | León               | definitivo |          |
| AG       | Áxel Weigand    | Libertad Sunchales | definitivo |          |
| P        | Matías Ibarra   | Pall. Reggiana     | definitivo |          |

| Cessioni | Cessioni            | Cessioni | Cessioni       | Cessioni |
| R.       | Nome                | a        | Modalità       |          |
| -------- | ------------------- | -------- | -------------- | -------- |
| AC       | Jorge García        | León     | fine contratto |          |
| P        | Vule Avdalović      | Cholet   | fine contratto |          |
| AG       | Mindaugas Katelynas | Siviglia | fine contratto |          |
| G        | Txemi Urtasun       | Siviglia | fine contratto |          |

### Dopo l'inizio della stagione
| Acquisti | Acquisti        | Acquisti       | Acquisti        | Acquisti   |
| R.       | Nome            | da             | Data            | Modalità   |
| -------- | --------------- | -------------- | --------------- | ---------- |
| G        | Kenny Hasbrouck | Free agent     | 6 dicembre 2010 | definitivo |
| AC       | Martin Rančík   | Saski Baskonia | 6 dicembre 2010 | definitivo |
| P        | Bojan Popović   | Siviglia       | 8 marzo 2011    | definitivo |
| C        | Iñaki de Miguel | Real Madrid B  | 16 marzo 2011   | definitivo |

| Cessioni | Cessioni       | Cessioni         | Cessioni         | Cessioni       |
| R.       | Nome           | a                | Data             | Modalità       |
| -------- | -------------- | ---------------- | ---------------- | -------------- |
| P        | Matías Ibarra  | Unión de Formosa | 29 ottobre 2010  | fine contratto |
| C        | Pape Sow       | Saski Baskonia   | 12 dicembre 2010 | rescissione    |
| G        | Serkan Erdoğan | Beşiktaş         | 24 gennaio 2011  | rescissione    |
| A        | Áxel Weigand   | Monte Hermoso    | 14 marzo 2011    | rescissione    |